# George Perle
George Perle (ur. 6 maja 1915 w Bayonne w stanie New Jersey, zm. 23 stycznia 2009 w Nowym Jorku) – amerykański kompozytor i teoretyk muzyki.

## Życiorys
W latach 1934–1938 studiował na University of Chicago u Wesleya LaViolette. Na początku lat 40. pobierał prywatnie lekcje u Ernsta Křenka. W 1942 roku uzyskał stopień Master of Arts w American Conservatory of Music w Chicago. W 1956 roku obronił doktorat z muzykologii na New York University. Był wykładowcą University of Louisville (1949–1957), Uniwersytetu Kalifornijskiego w Davis (1957–1961) i Queens College na City University of New York (1961–1985). W 1967, 1980 i 1987 roku przebywał jako kompozytor rezydent w Tanglewood. Od 1989 do 1991 roku współpracował z San Francisco Symphony Orchestra. Dwukrotny laureat stypendium Fundacji Pamięci Johna Simona Guggenheima (1966 i 1974). Laureat MacArthur Fellowship (1986).
W 1941 roku wspólnie z Robertem Ericksonem i Benem Weberem założył w Chicago New Music Group. W 1968 roku wraz z Hansem Redlichem i Igorem Strawinskim powołał do życia International Alban Berg Society. Członek American Academy of Arts and Letters (1978). W 1980 roku za książkę The Operas of Alban Berg otrzymał nagrodę American Musicological Society. W 1986 roku otrzymał Nagrodę Pulitzera za IV Kwintet na instrumenty dęte.

## Twórczość
Należał do pierwszych amerykańskich kompozytorów posługujących się techniką dodekafoniczną. Jej reguł nie traktował jednak na sposób ortodoksyjny, opracowując autorski system „tonalności dwunastotonowej”, w którym łączył elementy dodekafonii i tonalności. Polegała ona na wykorzystaniu w obrębie materiału dodekafonicznego zbiorów interwałów o stałych cechach strukturalnych, wykazujących cechy modalności i będących źródłami harmoniki kompozycji.
Jako teoretyk zajmował się studiami nad twórczością Skriabina, Bartóka, Schönberga i Weberna. Pisał także o twórczości Albana Berga, był autorem monografii poświęconej jego operom.

## Prace
(na podstawie materiałów źródłowych)
- Serial Composition and Atonality: An Introduction to the Music of Schoenberg and Webern (Berkeley 1962)
- Twelve-Tone Tonality (Berkeley 1977)
- The Operas of Alban Berg (2 tomy, Berkeley 1980 i 1985)
- The Listening Composer (Berkeley 1990)
- The Right Notes: 23 Selected Essays on 20th-Century Music (Hillsdale 1994)
- Style and Idea in the Lyric Suite of Alban Berg (Hillsdale 1995)

## Wybrane kompozycje
(na podstawie materiałów źródłowych)

### Utwory orkiestrowe
- Solemn Procession (1947)
- 3 Movements (1960)
- Serenade No. 1 na altówkę i orkiestrę kameralną (1962)
- 6 Bagatelles (1965)
- Koncert wiolonczelowy (1966)
- Serenade No. 2 na 11 wykonawców (1968)
- Concertino na fortepian, instrumenty dęte i kotły (1979)
- A Short Symphony (1980)
- Serenade No. 3 na fortepian i orkiestrę kameralną (1983)
- Dance Overture (1987)
- New Fanfares na orkiestrę dętą (1987)
- Lyric Intermezzo na 15 wykonawców (1987)
- Sinfonietta I (1987)
- Sinfonietta II (1990)
- 2 koncerty fortepianowe (I 1990, II 1991)
- Adagio (1992)
- Transcendental Modulations (1993)

### Utwory kameralne
- Sonata na altówkę solo (1942)
- 3 sonaty na klarnet solo (1943)
- Hebrew Melodies na wiolonczelę (1945)
- Lyric Piece na wiolonczelę i fortepian (1946)
- Sonata na wiolonczelę solo (1947)
- Kwartet smyczkowy (1958)
- 4 kwintety dęte (I 1959, II 1960, III 1967, IV 1984)
- 2 sonaty na skrzypce solo (I 1959, II 1963)
- V kwartet smyczkowy (1960, zrewid. 1967)
- VII kwartet smyczkowy (1973)
- VIII kwartet smyczkowy „Windows of Order” (1988)
- Monody I na flet (1960)
- 3 Inventions na fagot (1962)
- Solo Partita na skrzypce i altówkę (1965)
- Sonata quasi una fantasia na klarnet i fortepian (1972)
- Sonata a quattro na flet, klarnet, skrzypce i wiolonczelę (1982)
- Sonata wiolonczelowa (1985)
- Sonata a cinque na puzon basowy, klarnet, skrzypce, wiolonczelę i fortepian (1986)
- For Piano and Wind na flet, rożek angielski, klarnet, róg, fagot i fortepian (1988)
- Nightsong na flet, klarnet, skrzypce, wiolonczelę i fortepian (1988)
- Duos na róg i kwartet smyczkowy (1995)
- Critical Moments na flet, klarnet, skrzypce, wiolonczelę, fortepian i perkusję (1996)

### Utwory fortepianowe
- Pantomime, Interlude, and Fugue (1937)
- Little Suite (1939)
- 6 Preludes (1946)
- Sonata (1950)
- Short Sonata (1964)
- Toccata (1969)
- Suite in C (1970)
- Fantasy-Variations (1971)
- 6 etudes (1976)
- Ballade (1981)
- 6 New Etudes (1984)
- Sonatina (1986)
- Lyric Intermezzo (1987)
- Phantasieplay (1994)
- 6 Celebratory Inventions (1995)
- Chansons cachées (1997)
- Musical Offerings na fortepian na lewą rękę (1998)
- 9 Bagatelles (1999)

### Utwory na chór a cappella
- And so the Swans... (1961)
- Sonnets to Orpheus (1974)

### Utwory wokalno-instrumentalne
- Rilke Songs na głos i fortepian (1941)
- Songs of Praise and Lamentation na solistów, chór i orkiestrę (1974)
- 13 Dickinson Songs na głos i fortepian (1978)

### Muzyka do sztuk scenicznych
- The Birds według Arystofanesa na głosy solowe, chór i zespół instrumentów (wyst. Berkeley 1961)